# Nicholson (cráter)
Nicholson es un cráter de impacto localizado en el limbo occidental de la Luna. En esta posición está sujeto a libración, lo que limita los períodos en los que se puede observar desde la Tierra, siempre con un ángulo muy oblicuo. Es una formación irregular, algo en forma de pera, con un brocal irregular debido a su ubicación en medio de un terreno accidentado. El borde es afilado y la pared interna varía en grosor, siendo más estrecha en el lado norte y más ancha en el extremo sur. El suelo interior es áspero, de extensión reducida y desigual, sin impactos significativos. Presenta una pequeña cresta central.
|  |

Nicholson se encuentra en los Montes Rook, una formación de montañas en forma de anillo que rodea el inmenso Mare Orientale. Se halla al noroeste de Pettit.